# 15-定理
15-定理是由約翰·何頓·康威（John Horton Conway，1937-2020）和W.A.Schneeberger於1993年證明的定理，內容為如果一个二次多項式可以通過變量取整數值而表示出1~15的值（更嚴格的結論是只要表示出1,2,3,5,6,7,10,14,15）的話（例如{\displaystyle w^{2}+x^{2}+y^{2}+z^{2}}），該二次多項式可以通過變量取整數值而表示出所有正整數。